# Eleição municipal de Camaçari em 2020
A eleição municipal do município de Camaçari em 2020 ocorrerá nos dias 15 de novembro (primeiro turno)  com o objetivo de eleger um prefeito, um vice-prefeito e 21 vereadores responsáveis pela administração da cidade para o mandato a se iniciar em 1° de janeiro de 2021 e com término em 31 de dezembro de 2024.

## Candidatos à prefeitura de Camaçari
| Número | Nome                    | Partido       | Coligação                                                                    | Vice                | Partido       |
| ------ | ----------------------- | ------------- | ---------------------------------------------------------------------------- | ------------------- | ------------- |
| 12     | Oziel                   | PDT           | "Sem Coligação"                                                              | Edjane Nascimento   | PDT           |
| 13     | Ivoneide Caetano        | PT            | "Camaçari pra quem vive aqui" PT, PP, PSD, PCdoB, PSB, PROS, MDB, Podemos    | Fábio Lima          | PP            |
| 18     | Heckel Pedreira         | REDE          | "Sem Coligação"                                                              | Kalundewa           | REDE          |
| 22     | Acs                     | PL            | "Vamos Juntos Camaçari" PL, PTC                                              | João Bosco Quirelli | PTC           |
| 25     | Elinaldo                | DEM           | "Pra Camaçari Seguir Avançando" DEM, PSDB, Republicanos, PSL, PSC, Cidadania | Tude                | DEM           |
| 27     | Rinaldo Chaveiro        | DC            | "Sem Coligação"                                                              | Ronyclei Transporte | DC            |
| 33     | Andre Pegova            | PMN           | "Sem Coligação"                                                              | Vilma Brito         | PMN           |
| 43     | Josue Marinho           | PV            | "Sem Coligação"                                                              | Cesar Jesus         | PV            |
| 50     | Educador Sócrates Magno | PSOL          | "Sem Coligação"                                                              | Negra Magna         | PSOL          |
| 70     | Pedrinho de Pedrão      | Avante        | "Sem Coligação"                                                              | Ivo da Tubaina      | Avante        |
| 77     | Francisco Irmão         | Solidariedade | "Sem Coligação"                                                              | Bugarin             | Solidariedade |

## Pesquisas de opinião

### Candidatos
| Fonte            | Data(s) conduzidas | Amostragem | Elinaldo DEM | Ivoneide Caetano PT | Oziel PDT | Educador Sócrates Magno PSOL | Francisco Irmão SD | Pedrinho de Pedrão Avante | Acs PL | Andre Pegova PMN | Heckel Pedreira REDE | Josue Marinho PV | Rinaldo Chaveiro DC | Não sabe | Votar em Branco | Vantagem |
| ---------------- | ------------------ | ---------- | ------------ | ------------------- | --------- | ---------------------------- | ------------------ | ------------------------- | ------ | ---------------- | -------------------- | ---------------- | ------------------- | -------- | --------------- | -------- |
| Paraná Pesquisas | 28-31 Out          | 580        | 47,8%        | 23,3%               | 4,1%      | 2,1%                         | 0,9%               | 0,9%                      | 0,7%   | 0,7%             | 0,7%                 | 0,7%             | 0,7%                | 11,9     | 5,7             | 24,5%    |

## Resultados
| Candidato(a)                   | Vice                      | Coligação                                                                    | Votos recebidos | Percentual |
| ------------------------------ | ------------------------- | ---------------------------------------------------------------------------- | --------------- | ---------- |
| Elinaldo (DEM)                 | Tude (DEM)                | Pra Camaçari Seguir Avançando (DEM, Republicanos, PSL, PSC, Cidadania, PSDB) | 68.927          | 53.12%     |
| Ivoneide Caetano (PT)          | Fábio Lima (PP)           | Camaçari Pra Quem Vive Aqui (PT, PP, PSD, PCdoB, PSB, PROS, MDB, Podemos)    | 52.569          | 40.52%     |
| Oziel (PDT)                    | Edjane Nascimento (PDT)   | PDT (sem coligação)                                                          | 5.292           | 4.08%      |
| Educador Sócrates Magno (PSOL) | Negra Magna (PSOL)        | PSOL (sem coligação)                                                         | 1.013           | 0.78%      |
| Acs (PL)                       | João Bosco Quirelli (PTC) | Vamos Juntos Camaçari (PL, PTC)                                              | 519             | 0.40%      |
| Francisco Irmão (SD)           | Bugarin (SD)              | Solidariedade (sem coligação)                                                | 422             | 0.33%      |
| Heckel Pedreira (REDE)         | Kalundewa (REDE)          | REDE (sem coligação)                                                         | 400             | 0.31%      |
| Andre Pegova (PMN)             | Vilma Brito (PMN)         | PMN (sem coligação)                                                          | 250             | 0.19%      |
| Pedrinho de Pedrão (Avante)    | Ivo da Tubaina (Avante)   | Avante (sem coligação)                                                       | 204             | 0.16%      |
| Josue Marinho (PV)             | Cesar Jesus (PV)          | PV (sem coligação)                                                           | 118             | 0.09%      |
| Rinaldo Chaveiro (DC)          | Ronyclei Transporte (DC)  | DC (sem coligação)                                                           | 35              | 0.03%      |